# Alue Lada
Alue Lada is een bestuurslaag in het regentschap Pidie van de provincie Atjeh, Indonesië. Alue Lada telt 395 inwoners (volkstelling 2010).